# Jules Pams

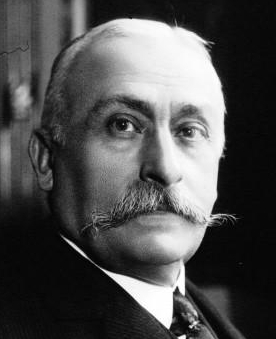
Jules Pams (1912)

Jules Pams (* 14. August 1852 in Perpignan; † 12. Mai 1930 in Paris) war ein französischer Jurist und Politiker der Dritten Republik. Er war von 1911 bis 1913 Landwirtschafts- und von 1917 bis 1920 Innenminister.

## Leben
Pams besuchte das Lycée Charlemagne und absolvierte im Anschluss ein Studium der Rechtswissenschaft an der Universität von Paris. Nach Beendigung seines Studiums wurde er als Rechtsanwalt in Perpignan zugelassen und arbeitete sodann für die dortige Anwaltskammer. Neben seiner juristischen Tätigkeit betrieb er eine Papiermühle in Perpignan. Des Weiteren war er Besitzer des Château de Valmy nahe Argelès-sur-Mer.
Pams wurde 1892 in den Generalrat des Kantons Argelès-sur-Mer gewählt, dem er 36 Jahre lang angehörte und dem er 15 Jahre lang als Präsident vorstand. Seine politische Laufbahn hatte er bereits 1889 als Kandidat bei der Wahl zur Abgeordnetenkammer begonnen, als er in Céret auf der Liste der Radikalen antrat. Vier Jahre später erfolgte schließlich sein Einzug in das Parlament. Von 1893 bis 1902 war er Mitglied der Fraktion der Radikalen Linken und danach bis zu seinem Ausscheiden aus der Abgeordnetenkammer 1905 Mitglied der Fraktion der Radikalsozialisten. Von Dezember 1904, als er den verstorbenen Senator Élie Delcros ersetzte, bis zu seinem Tode war er Mitglied des Senates für das Département Pyrénées-Orientales. Den Schwerpunkt seiner Politik bildete in beiden Parlamenten der Weinbau und die Marine.
Vom 2. März 1911 bis zum 17. Januar 1913 amtierte er in den von den Ministerpräsidenten Ernest Monis, Joseph Caillaux und Raymond Poincaré geführten Regierungen als Landwirtschaftsminister.
Nachdem ihn seine Parteifreunde, allen voran Georges Clemenceau, aufgefordert hatten, die Nachfolge von Armand Fallières anzutreten, kandidierte Pams bei der Präsidentschaftswahl im Januar 1913, bei der er im zweiten Wahlgang 296 Stimmen erhielt. Sein größter Konkurrent Poincaré gewann die Wahl. Er bekam 483 Stimmen und wurde neuer Präsident, während der Sozialist Édouard Vaillant mit 69 Stimmen den dritten Platz belegte.
Während des Ersten Weltkrieges näherte sich Pams den politischen Positionen Clemenceaus an, dessen Regierung er vom 16. November 1917 bis zum 20. Januar 1920 als Innenminister angehörte.
1927 war er Delegierter Frankreichs bei der achten Sitzung des Völkerbundes.
Pams starb am 12. Mai 1930 nach längerer Krankheit in Paris und wurde auf dem Friedhof von Port-Vendres beigesetzt. In Port-Vendres wurde später eine Straße nach ihm benannt.
Sein Großneffe Gaston Pams (1918–1981) war ebenfalls Politiker und von 1959 bis 1981 auch Senator für das Département Pyrénées-Orientales.